# Nati nel 1090
| Questa pagina contiene informazioni ricavate automaticamente dalle voci biografiche con l'ausilio del template Bio e di un bot. L'aggiornamento è periodico e automatico e ricostruisce completamente la pagina. Se manca una persona in questa lista, sei pregato di non aggiungerla, ma accertati piuttosto che la sua voce biografica contenga il template Bio e che i dati anagrafici siano correttamente compilati. Se il template Bio manca, inseriscilo tu stesso o, in alternativa, metti l'avviso {{tmp\|Bio}} che ne segnala la mancanza. Se i dati riportati sono sbagliati, correggi direttamente la voce biografica; le modifiche saranno visibili in questa lista entro pochi giorni. Per chiarimenti vedi il progetto biografie. La lista contiene solo le 13 persone che sono citate nell'enciclopedia e per le quali è stato implementato correttamente il template Bio. Pagina aggiornata al 13 gen 2025. |

- Al-Azimi, storico arabo († 1161)
- Arnaldo da Brescia, religioso italiano († 1155)
- Artmanno di Bressanone, vescovo cattolico tedesco († 1164)
- Bellino di Padova, vescovo cattolico tedesco († 1145)
- Corrado I di Zähringen, nobile tedesco († 1152)
- Federico II di Svevia, duca († 1147)
- Guglielmo d'Altavilla, signore di Gesualdo, nobile italiano
- Niklot, sovrano obodrita († 1160)
- Sigurd I di Norvegia, re († 1130)
- Mabel Fitzhamon, nobile († 1157)
- William di Ypres, nobile e militare inglese
- Fujiwara no Akisuke, poeta giapponese († 1155)
- Fujiwara no Atsuyori, poeta giapponese († 1182)